# Filopat și Patafil

Filopat și Patafil. Cel din stînga, înalt, este Filopat, cel scund este Patafil.

Filopat și Patafil (în germană Filopat und Patafil) este titlul unei serii de desene animate create de Günter Rätz⁠(de)[traduceți] între anii 1962 - 1968 prin procedeul stop motion. Filopat și Patafil sunt personajele principale ale seriei, marionete construite din fir metalic. Realizarea este foarte minimalistă, realizatorul folosind obiecte uzuale pentru a crea cadrul unor episoade scurte, de aproximativ 5 minute, cu o acțiune simplă, în care cele două personaje se opun, mai mult sau mai puțin voit. 
A fost transmis de Televiziunea Română în anii '60 - '70.